# Бервік Рейнджерс
«Бервік Рейнджерс» (шотл. Berwick Rangers) — професійний шотландський футбольний клуб з англійського міста Бервік-апон-Твід, який через близькість шотландського кордону виступає у шотландській Другій лізі і є членом Шотландської професійної футбольної ліги. Домашні матчі з 1954 року проводить на стадіоні «Шелфілд Парк», який вміщує 4 500 глядачів.

## Короткі відомості
Футбольний клуб «Бервік Рейнджерс» було офіційно засновано 7 січня 1881 року після футбольного матчу між робітниками заводу з Данбара та клерками з Ньюкасла. Протягом більшої частини історії клубу вважалося, що «Бервік Рейнджерс» утворилися в 1881 році, хоча недавні дослідження показали, що 1884 рік є більш ймовірною датою утворення. Їхній перший матч в рамках змагань відбувся проти іншої команди з Бервіка «Роял Окс» 16 лютого 1884 року. «Бервік Рейнджерс» тоді перемогли з рахунком «два голи та два гольових моменти проти нуля», як написали тоді в місцевій пресі. В 1905 році клуб був прийнятий до Шотландської футбольної асоціації. В 1955-му команда почала грати в Шотландській футбольній лізі.